# 参合県
参合県（さんごう-けん）は、中華人民共和国山西省にかつて存在した県。現在の大同市陽高県南部に相当する。
前漢により設置され、後漢により廃止された。